# Alexandru Florescu
Alexandru Florescu (n. 17 septembrie 1930, Călărași – d. ?) a fost un politician român, membru al PCR, primar al Buzăului între 1958-1963.

## Mandatul de primar
A devenit viceprimar al Buzăului la doar 26 de ani și apoi primar la 28. În timpul mandatului său s-a asfaltat prima porțiune de drum în oraș și s-au introdus primele două linii de autobuz. De asemenea, Florescu a comandat construirea a două monumente în amintirea Răscoalei de la 1907, o troiță aflată lângă Podul Mărăcineni și monumentul „1907” aflat în fața Palatului Comunal.